# Il Giallo Mondadori dal 501 al 600
|  | I 100 precedenti: Il Giallo Mondadori dal 401 al 500 |

## Dal N.501 al N.600
| N.  | Titolo italiano                       | Pubblicazione     | Titolo originale                        | Autore               |
| --- | ------------------------------------- | ----------------- | --------------------------------------- | -------------------- |
| 501 | Terra maligna                         | 7 settembre 1958  | Stranger In The Dark                    | Helen Nielsen        |
| 502 | ...chi ride ultimo                    | 14 settembre 1958 | You Can Die Laughing                    | A. A. Fair           |
| 503 | Una tomba piena di soldi              | 21 settembre 1958 | The Hornet's Nest                       | Bruno Fischer        |
| 504 | Coscienza sporca                      | 28 settembre 1958 | The Blue Mauritius                      | Vernon Warren        |
| 505 | Non fidarsi è meglio                  | 5 ottobre 1958    | The Outsiders                           | A.E. Martin          |
| 506 | Tv Canale 13                          | 12 ottobre 1958   | The Convertible Hearse                  | William C. Gault     |
| 507 | Nel momento sbagliato                 | 19 ottobre 1958   | Another Man's Murder                    | Mignon G. Eberhart   |
| 508 | Due ali per chi uccide                | 26 ottobre 1958   | My Flesh Is Sweet                       | Day Keene            |
| 509 | Vento contrario                       | 2 novembre 1958   | Back Fire                               | Edna Sherry          |
| 510 | Il mostro del plenilunio              | 9 novembre 1958   | It Walks By Night                       | John Dickson Carr    |
| 511 | Splendida canaglia                    | 16 novembre 1958  | Too French And Too Deadly               | Henry Kane           |
| 512 | Ho sposato la forca                   | 23 novembre 1958  | Death In The Wind                       | Edwin Lanham         |
| 513 | Fine della trasmissione               | 30 novembre 1958  | The Fifth Key                           | George Harmon Coxe   |
| 514 | Funerale di lusso                     | 7 dicembre 1958   | It's Death, My Darling!                 | Amelia R. Long       |
| 515 | Ragazza tabù                          | 14 dicembre 1958  | The Bowman Touch                        | Hartley Howard       |
| 516 | Vertigine senza fine                  | 21 dicembre 1958  | Waltz Into Darkness                     | William Irish        |
| 517 | L'inferno è in terra                  | 28 dicembre 1958  | The Doomsters                           | Ross Macdonald       |
| 518 | Il gatto e il topo                    | 4 gennaio 1959    | One Way Ticket                          | B. & D. Hitchens     |
| 519 | Quante grane, Delaney!                | 11 gennaio 1959   | Your Move, Delaney!                     | Bant Singer          |
| 520 | Gideon di Scotland Yard               | 18 gennaio 1959   | Gideon's Night                          | J.J. Marric          |
| 521 | Perry Mason a lume di candela         | 25 gennaio 1959   | The Case of The Crooked Candle          | Erle Stanley Gardner |
| 522 | Belle da morirne                      | 1º febbraio 1959  | Murder In The Raw                       | Bruno Fischer        |
| 523 | Una spina nel cervello                | 8 febbraio 1959   | Hit And Run                             | James Hadley Chase   |
| 524 | Maledizione sepolta                   | 15 febbraio 1959  | A Bullet for Cinderella                 | John D. MacDonald    |
| 525 | Rapido per l'aldilà                   | 22 febbraio 1959  | End of The Line                         | B. & D. Hitchens     |
| 526 | Depone la morte                       | 1º marzo 1959     | The Case of The Musical Cow             | Erle Stanley Gardner |
| 527 | Il cane alla catena                   | 8 marzo 1959      | April Evil                              | John D. MacDonald    |
| 528 | A solo di pistola                     | 15 marzo 1959     | Eye Witness                             | George Harmon Coxe   |
| 529 | Sesto comandamento                    | 22 marzo 1959     | Wake Up to Murder                       | Day Keene            |
| 530 | Astuzia per astuzia                   | 29 marzo 1959     | Patrick Butler for The Defense          | John Dickson Carr    |
| 531 | La morte è in ascolto                 | 5 aprile 1959     | The Angels Fell                         | Bruno Fischer        |
| 532 | La colpa è nuda                       | 12 aprile 1959    | Final Exposure                          | Paul Mansfield       |
| 533 | Perry Mason tra moglie e marito       | 19 aprile 1959    | The Case of The Gilden Lily             | Erle Stanley Gardner |
| 534 | Si muore alla tv                      | 26 aprile 1959    | Now, Will You Try for Murder?           | Harry Olesker        |
| 535 | Dà una spinta al destino              | 3 maggio 1959     | Suspicious Circumstances                | Patrick Quentin      |
| 536 | Baratro del sospetto                  | 10 maggio 1959    | The Impetuous Mistress                  | George Harmon Coxe   |
| 537 | Il cancro della metropoli             | 17 maggio 1959    | Key Witness                             | Frank Kane           |
| 538 | Una pista per Mike Shayne             | 24 maggio 1959    | Shoot The Works                         | Brett Halliday       |
| 539 | Traguardo all'inferno                 | 31 maggio 1959    | Death Pays The Piper                    | Leonard Gribble      |
| 540 | Sangue caldo                          | 7 giugno 1959     | Room To Swing                           | Ed Lacy              |
| 541 | Le due verità                         | 14 giugno 1959    | Ordeal By Innocence                     | Agatha Christie      |
| 542 | Femmine al laccio                     | 21 giugno 1959    | Blondes' Requiem                        | James Hadley Chase   |
| 543 | Bambola-bersaglio                     | 28 giugno 1959    | So Soon To Die                          | Jeremy York          |
| 544 | Lista nera                            | 5 luglio 1959     | Bare Trap                               | Frank Kane           |
| 545 | Non ti darò respiro                   | 12 luglio 1959    | The Running Man                         | Ben Benson           |
| 546 | Oro torbido                           | 19 luglio 1959    | The Flying Red Horse                    | Frances Crane        |
| 547 | Bowman allo sbaraglio                 | 26 luglio 1959    | Bowman at Venture                       | Hartley Howard       |
| 548 | Crepa, piedipiatti!                   | 2 agosto 1959     | You've Got Him Cold                     | Thomas B. Dewey      |
| 549 | Un morto cerca Michael                | 9 agosto 1959     | Murder And The Wanton Bride             | Brett Halliday       |
| 550 | Perry Mason e il grido nella notte    | 16 agosto 1959    | The Case of The Screaming Woman         | Erle Stanley Gardner |
| 551 | La morte sa baciare                   | 23 agosto 1959    | The Cheat                               | Don Tracy            |
| 552 | Champagne per uno                     | 30 agosto 1959    | Champagne for One                       | Rex Stout            |
| 553 | Il diavolo alle costole               | 6 settembre 1959  | Run for Your Life                       | Bruno Fischer        |
| 554 | Estremo insulto                       | 13 settembre 1959 | The Mugger                              | Ed McBain            |
| 555 | Firma la tua condanna                 | 20 settembre 1959 | Cool Murder                             | Peter George         |
| 556 | Atroce dubbio                         | 27 settembre 1959 | Unreasonable Doubt                      | Elizabeth Ferrars    |
| 557 | Qui morirete in pace                  | 4 ottobre 1959    | Shakedown for Murder                    | Ed Lacy              |
| 558 | Un minuto dopo le otto                | 11 ottobre 1959   | One Minute Past Eight                   | George Harmon Coxe   |
| 559 | È un reato, Dottor Fell!              | 18 ottobre 1959   | The Dead Man's Knock                    | John Dickson Carr    |
| 560 | Hai un cuore, poliziotto?             | 25 ottobre 1959   | No Questions Asked                      | Edna Sherry          |
| 561 | Strategia del delitto                 | 1º novembre 1959  | Kill A Wicked Man                       | Kyle Hunt            |
| 562 | Nero Wolfe sotto il torchio           | 8 novembre 1959   | If Death Ever Slept                     | Rex Stout            |
| 563 | Whisky e cianuro                      | 15 novembre 1959  | Death In Lilac Time                     | Frances Crane        |
| 564 | Ritorno dal patibolo                  | 22 novembre 1959  | The Haunted Strangler                   | John C. Cooper       |
| 565 | Omicidio di gala                      | 29 novembre 1959  | Shadow of Guilt                         | Patrick Quentin      |
| 566 | Ultimo colpo                          | 6 dicembre 1959   | Killer In The House                     | Borden Deal          |
| 567 | Quinto, non ammazzare                 | 13 dicembre 1959  | The Fifth Caller                        | Helen Nielsen        |
| 568 | Il terrore non lascia orme            | 20 dicembre 1959  | The Dark Fantastic                      | Whit Masterson       |
| 569 | Guardia del corpo                     | 27 dicembre 1959  | The Case of The Chased And The Unchaste | Thomas B. Dewey      |
| 570 | Perry Mason e il testimone aggressivo | 3 gennaio 1960    | The Case of The Long-legged Models      | Erle Stanley Gardner |
| 571 | Ho scritto un omicidio                | 10 gennaio 1960   | The Big Gamble                          | George Harmon Coxe   |
| 572 | Un morto che aspettavo                | 17 gennaio 1960   | Three Must Die                          | Dan Gregory          |
| 573 | Ma bravo, sergente!                   | 24 gennaio 1960   | The Count of Nine                       | A. A. Fair           |
| 574 | Vittima segreta                       | 31 gennaio 1960   | The Dead Men Grin                       | Bruno Fischer        |
| 575 | Il fondo dell'abisso                  | 7 febbraio 1960   | Edge of Panic                           | Henry Kane           |
| 576 | Ucciderò Perry Mason                  | 14 febbraio 1960  | The Case of The Foot-loose Doll         | Erle Stanley Gardner |
| 577 | Probabilità zero                      | 21 febbraio 1960  | The Odds Run Out                        | Hillary Waugh        |
| 578 | Colpite al cuore                      | 28 febbraio 1960  | Seeing Is Believing                     | Carter Dickson       |
| 579 | Resa a discrezione                    | 6 marzo 1960      | My Love Is Violent                      | Thomas B. Dewey      |
| 580 | Verdetto con infamia                  | 13 marzo 1960     | The End of Violence                     | Ben Benson           |
| 581 | A un passo dalla sedia                | 20 marzo 1960     | The Galton Case                         | Ross Macdonald       |
| 582 | Attentato Carella                     | 27 marzo 1960     | Killer's Wedge                          | Ed McBain            |
| 583 | Spara per primo                       | 3 aprile 1960     | Just The Way It Is                      | James Hadley Chase   |
| 584 | Domani sarai colpevole                | 10 aprile 1960    | Double Jeopardy                         | Edwin Lanham         |
| 585 | La vita è breve                       | 17 aprile 1960    | Some Slips Don't Show                   | A. A. Fair           |
| 586 | La città non dorme                    | 24 aprile 1960    | Terror In The Town                      | Edward Ronns         |
| 587 | Il mondo in tasca                     | 1º maggio 1960    | The World In My Pocket                  | James Hadley Chase   |
| 588 | Verità in vendita                     | 8 maggio 1960     | The Spider Lily                         | Bruno Fischer        |
| 589 | L'ultima difesa                       | 15 maggio 1960    | The Defense Does Not Rest               | Edna Sherry          |
| 590 | In guardia, Joe!                      | 22 maggio 1960    | The Wayward Widow                       | William C. Gault     |
| 591 | Indagine in bianco e nero             | 29 maggio 1960    | Murder on Their Minds                   | George Harmon Coxe   |
| 592 | Termometro della paura                | 5 giugno 1960     | Dead As Diamonds                        | Gery Trotta          |
| 593 | La morte bussa in tempo               | 12 giugno 1960    | Murder In Time                          | Elizabeth Ferrars    |
| 594 | Puoi sparare, bambola!                | 19 giugno 1960    | No Target for Bowman                    | Hartley Howard       |
| 595 | L'ago nel pagliaio                    | 26 giugno 1960    | Killer Among Us                         | Robert Martin        |
| 596 | Perry Mason brinda al delitto         | 3 luglio 1960     | The Case of The Daring Decoy            | Erle Stanley Gardner |
| 597 | Assassinio nella mia strada           | 10 luglio 1960    | Murder on My Street                     | Edwin Lanham         |
| 598 | Il cadavere è in ritardo              | 17 luglio 1960    | Pass The Gravy                          | A. A. Fair           |
| 599 | La morte conta i dollari              | 24 luglio 1960    | The Price of Murder                     | John D. MacDonald    |
| 600 | Colpo a freddo                        | 31 luglio 1960    | The Sucker Punch                        | James Hadley Chase   |

|  | I 100 successivi: Il Giallo Mondadori dal 601 al 700 |